# Дударовы
Дуда́ровы (осет. Дударатæ) — осетинская алдарская фамилия. Дударовы жили в ущельях реки Терека и владели его левым берегом, начиная от Ларса и до выхода на плоскость.

## Происхождение
Большой интерес представляет происхождение фамилии Дударовых, выводимой одними исследователями из Осетии, другими — из Ингушетии. В источниках приводится несколько версий о происхождении этой фамилии. Так, по одному вайнахскому преданию, родоначальник ингушских Дударовых, вышедший из Чечни, сначала обитал в Джерахском ущелье, затем спустился в долину Терека и, войдя в состав тагаурских феодалов-осетин, жил на левом берегу этой реки.

## История
Внуки Дудара, сыновья его сына Батырбия, разделили между собой земли, доставшиеся им в наследство от отца и деда, следующим образом: аул Верхний Чми занял Ахмет, аул Нижний Чми — Багра, аул Ларс — Мурзабек и аул Балта — Темир-Султан.
В «Списке членам Тагаурских фамилий, признанных в алдарском достоинстве в 1851-м году, покойным генерал-фельдмаршалом князем Воронцовым», составленном 12 июня 1860 г., была представлена и фамилия Дударовых в количестве 21 семьи.

### Переселение на равнину
В 1806 году Магомет и Джанхот Дударовы со своими ближайшими родственниками в количестве восьми дворов переселились на земли между реками Тереком и Камбилеевкой, основав первое плоскостное осетинское селение Джанхотов-Ларс.
Крупное равнинное селение Иналово было основано Иналом Дударовым. Впоследствии оно было переименовано в Хумалаг. Разрешение на переселение Дударов получил у русской военной администрации в 1810 г. Летом того же года с подвластными в количестве двадцати шести дворов И. Дударов поселился на левом берегу р. Камбилеевки рядом с Елизаветинским укреплением. При этом Инал Кургокович Дударов обязан был охранять Военно-Грузинскую дорогу, проходившую по правому берегу р. Терек от Моздока до Владикавказа.
В 1812 году Тау-Султан Дударов получил от коменданта Владикавказа Дельпоццо «образовать поселение около Владикавказа». Вскоре он со своим братом Эдыком и подвластными крестьянами выселились из сел. Балта на новое место, образовав новое поселение Фетхуз-Редант. В 1814 г. оставив своих братьев на Реданте, Тау-Султан с 13 дворами своих подвластных переселился на правый берег Терека, основав у Елизаветинского укрепления аул, названный его именем.
В 1815 г. из Дарьяльского ущелья туда же переселился поручик Габис Мальсагович Дударов. Аул, основанный им на левом берегу р. Камбилеевки, получил название Габисово. В результате слияния этих двух аулов было образовано новое крупное селение Зильги. В 1844 г. двадцати дворам Дударовых этого селения было отведено 1500 дес., из расчета 20 дес. на мужскую душу, остальная земля была распределена между другими жителями, которых к этому времени уже насчитывалось шестьдесят дворов.

## Генеалогия
Генетическая генеалогия
345546 — Dudarov — G2a1a1a1a1a1a1a1a2a3 (G-GG332 ⇒ G-FT156449)
560611 — Dudarov —  J-M172

## Известные носители
- Вероника Борисовна Дударова (1916–2009) — советский и российский дирижёр, народная артистка СССР.
- Сафар Джамботович Дударов (1888–1920) — революционер, 1-й председатель Дагестанского ЧК, первый комендант г. Дербент.

### Военная служба
- Ахмет Батырбиевич Дударов — майор Российской императорской армии, содействовал распространению в Осетии ислама.
- Крым-Султан Эдыкович Дударов (1825–1872) — майор, управляющий Тагауро-Куртатинским участком.
- Кургоко Магометович Дударов (1866) — генерал-майор кавалерии.
- Магомет Иналович Дударов (1823–1893) — генерал-майор, был награждён множеством орденов и медалями.
- Темир-Булат Казбекович Дударов (1844–1912) — российский военачальник, генерал-лейтенант.